# Fakulteta prometnih znanosti v Zagrebu
Koordinati:   45°48′52″N, 16°00′32″E
Fakulteta prometnih znanosti (izvirno hrvaško Fakultet prometnih znanosti u Zagrebu), s sedežem v Zagrebu, je fakulteta, ki je članica Univerze v Zagrebu.

## Zgodovina
Septembra 2008 so pripadniki USKOKa prijeli več profesorjev in študentov v sklopu akcije Indeks.